# 米哈伊洛·德拉霍馬諾夫
米哈伊洛·彼得羅維奇·德拉霍馬諾夫（羅馬化：Mykhailo Petrovych Drahomanov；1841年9月18日—1895年7月2日），烏克蘭知识分子、公众人物、经济学家、历史学家、哲学家和民族志学家，有社会主义倾向的政治理论家，乌克兰自治主义最早支持者之一。德拉霍马诺夫的民族志研究对他的政治思想产生了深远影响，而他的政治观点进而促进了对乌克兰民间文学特定领域的研究。列霞·乌克兰卡是他的侄女。